# Nucleus dentatus

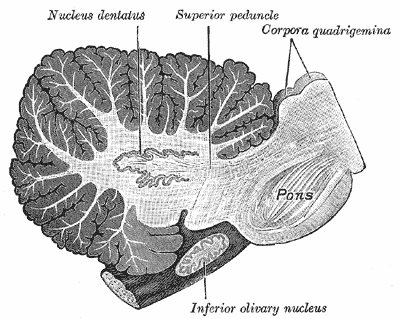
Nucleus dentatus

Der Nucleus dentatus (deutsch gezahnter Kern bzw. Zahnkern), auch Nucleus lateralis cerebelli, ist das größte Kerngebiet im Kleinhirn.

## Anatomie
Der Nucleus dentatus besteht aus einem gezackten Band grauer Substanz und liegt in den beiden Kleinhirnhemisphären, dem sogenannten Pontocerebellum. Er ist funktionell eng mit der Kleinhirnrinde verbunden. Er liegt von allen Kleinhirnkernen am weitesten lateral, ist schon mit bloßem Auge gut erkennbar und besitzt eine beutelförmige Öffnung, die Hilum nuclei dentati genannt wird. Beim Menschen beträgt der Durchmesser des Kerns etwa 1,6 bis 2,6 cm, seine Wandstärke zwischen 0,3 und 0,6 mm. Im Inneren der Kernstruktur liegt weiße Substanz, die die efferenten, aus dem Hilum austretenden Nervenfasern des Kerns darstellt. An die konvexe, äußere Seite des sich im Schnittbild als U-förmig gefaltetes Band darstellenden Kerns treten die afferenten Fasern heran. Medial von ihm ist in jeder Kleinhirnhemisphäre jeweils der Nucleus emboliformis zu finden.

### Projektionen
Der Nucleus dentatus  projiziert auf die Pars parvocellularis des kontralateralen Nucleus ruber, auf den Thalamus und die Nuclei nervi oculomotorii. Das Nervenfaserbündel, das im Nucleus ruber endet, wird auch als Fasciculus dentatorubralis bezeichnet, verläuft im Pedunculus cerebellaris superior und bildet einen Bestandteil des Tractus cerebellorubralis. Aus dem parvozellulären Anteil des Nucleus ruber ziehen rubrooliväre Fasern über die zentrale Haubenbahn zum Nucleus olivaris inferior.
Weiterhin werden motorische Projektionen aus dem Pontocerebellum im Nucleus dentatus umgeschaltet und dann, ebenfalls über den Pedunculus cerebellaris superior, als Tractus dentatothalamicus zu den dorsalen Anteilen des ventroanterioren und ventrolateralen Thalamus geleitet, über den Verbindungen zum Motorcortex bestehen. Der Tractus dentatothalamicus bildet dabei den Hauptbestandteil des Tractus cerebellothalamicus, der nach dem Eintritt in das Tegmentum mesencephali ebenfalls auf die kontralaterale Seite kreuzt.